# Fukuoka

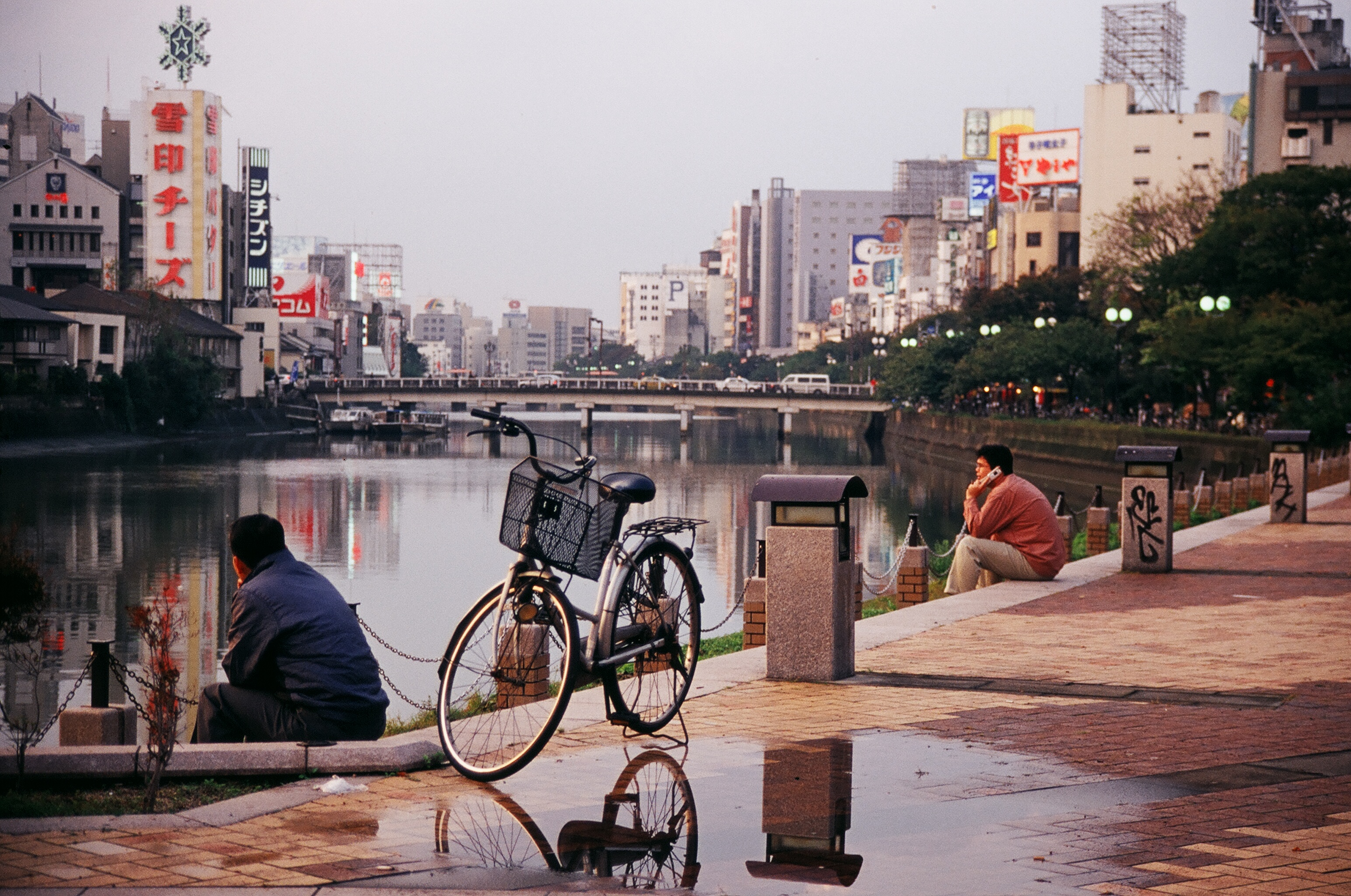
Fukuoka

Fukuoka (福岡市 Fukuoka-shi) és la capital de la prefectura de Fukuoka a l'extrem nord de l'illa Kyushu del Japó.
És la major ciutat en Kyushu, seguida de Kitakyushu. Kyushu és la tercera illa en grandària al Japó i la més al sud de les illes principals. És considerat el lloc de naixença de la civilització japonesa. La ciutat és una de les principals àrees de l'àrea metropolitana Fukuoka-Kitakyushu.
Es troba travessant l'estret de Corea des de la ciutat coreana de Busan, pel que la ciutat ha estat fortament influenciada per la gastronomia coreana i és actualment un centre d'intercanvi cultural de l'Àsia oriental.
Cap a juliol del 2003 la ciutat era estimada en una població d'1.325.611 habitants i una densitat de 4.054,18 persones per quilòmetre quadrat. La superfície total de la ciutat és de 339,38 km². Amb una edat mitjana de 38,6 anys, Fukuoka és la segona ciutat important més jove del Japó i amb una taxa de creixement del 4,4% és també la segona ciutat de major creixement (d'acord amb dades del cens del 2000).
Fukuoka es divideix en set districtes: Chuo, Hakata, Higashi, Jonan, Minami, Nishi i Sawara.

## Fills il·lustres
- Yoshinori Ohsumi (1945 -) biòleg, Premi Nobel de Medicina o Fisiologia de l'any 2016.